# Maladera invenusta
Maladera invenusta är en skalbaggsart som beskrevs av Moser 1918. Maladera invenusta ingår i släktet Maladera och familjen Melolonthidae. Inga underarter finns listade i Catalogue of Life.